# Konrad von Hippel
Konrad von Hippel (* 17. Juli 1862 in Königsberg; † 7. Februar 1934) war ein preußischer Generalleutnant.

## Leben

### Herkunft
Konrad von Hippel entstammte dem 2. Zweig des 2. Astes des Adelsgeschlechtes von Hippel. Er war der älteste Sohn des preußischen Premierleutnants Karl von Hippel (1836–1912) und dessen Ehefrau Anna, geborene Caspari (1834–1913). Er hatte noch fünf Geschwister, darunter der spätere Konteradmiral Horst von Hippel (1865–1920).

### Militärkarriere
Hippel schlug eine Offizierslaufbahn in der Preußischen Armee ein und war in deren Verlauf vom 21. Februar 1911 bis zum 17. April 1913 Chef des Stabes des II. Armee-Korps in Stettin. In dieser Stellung avancierte er am 27. Januar 1913 zum Oberst und kehrte anschließend mit der Ernennung zum Kommandeur des Torgauer Feldartillerie-Regiments Nr. 74 in den Truppendienst zurück.
Am 3. April 1915 übernahm er das Kommando über die 7. Feldartillerie-Brigade von Karl von Stumpff. Mit der Brigade kämpfte er u. a. in der Schlacht an der Somme. Ende Oktober 1916 wurde aus dem Brigadestab eine „zusammengesetzte“ Division unter Hippels Kommando gebildet, welche an der Salonikifront an der zweimonatigen Schlacht im Cernabogen teilnahm. Im November 1916 wurde dort aus der Division die 302. Infanterie-Division etabliert, die er als Generalmajor bis Ende 1916 führte.
Ab Ende Mai 1917, mit der Rückkehr an die Westfront, war er bis zur Auflösung Anfang Februar 1919 Kommandeur der 48. Reserve-Division. Anschließend war er bis Mai 1919 letzter Kommandeur der 36. Division.
1934 lebte er in Potsdam.
Am 30. September 1887 heiratete er in Berlin Else Hecker (* 1866). Die Ehe blieb kinderlos.

## Schriften
- Die Kasaken und die russische Kavallerie. In: Militär-Wochenblatt. Vortrag bei der Militärischen Gesellschaft zu Berlin, E.S. Mittler, Berlin 1902.
- Erinnerungsblatt des ehem. Königl. Preuß. Torgauer Feldartillerie-Regiments Nr. 74. Verlag Gerhard Stalling, Oldenburg 1928.